# Terror (groupe)
Ne doit pas être confondu avec HMS Terror.

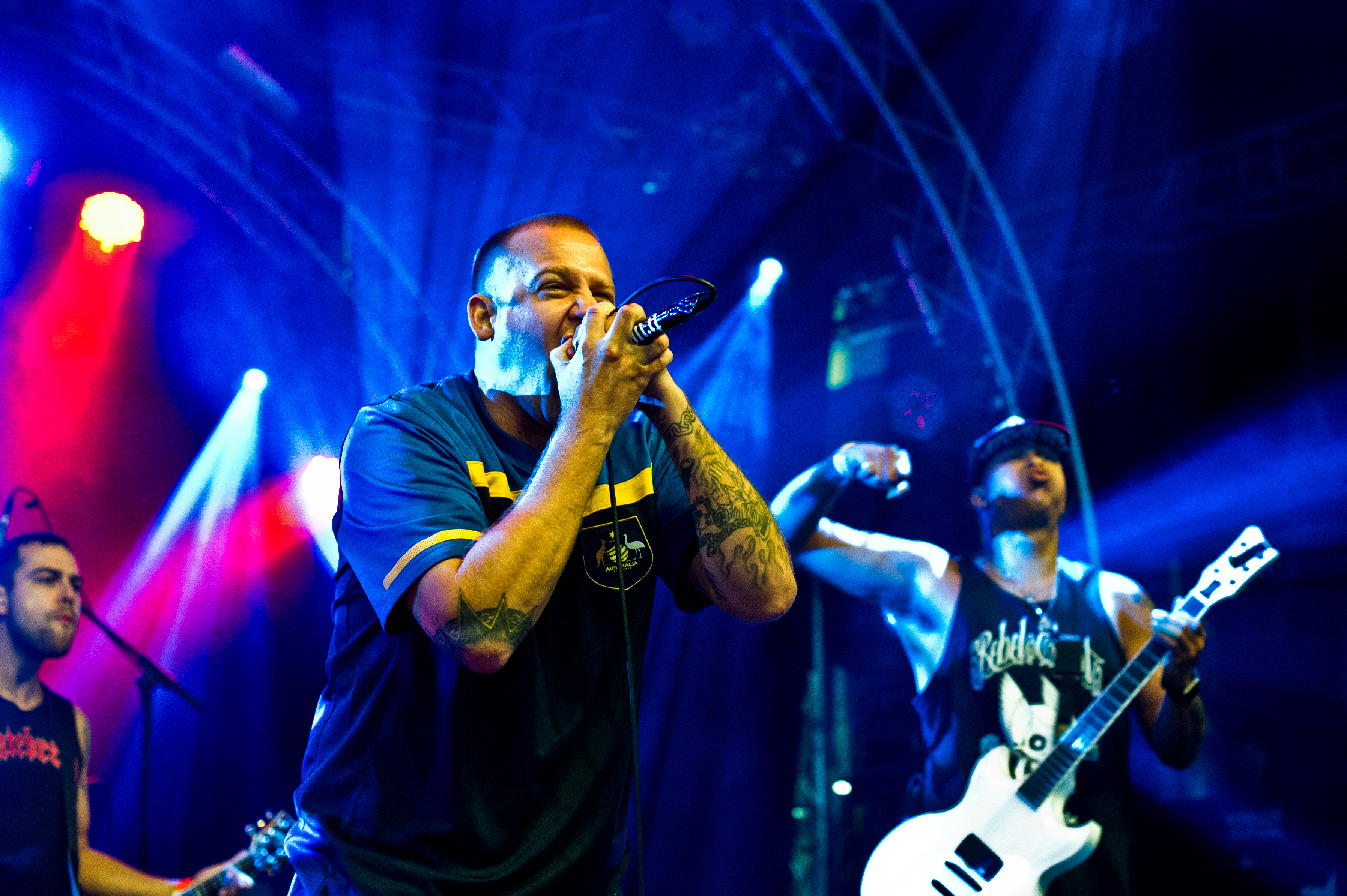
Terror 2011

Terror est un groupe de punk hardcore américain, originaire de Los Angeles, en Californie.

## Biographie
Leur deuxième album One with the Underdogs se vend à plus de 40 000 exemplaires. Ils ont aussi fait le tour de l'Europe (incluant la Russie), Australie, la Nouvelle-Zélande, le Japon, la Corée, au Mexique et en Amérique du Sud. Leur troisième album, Always the Hard Way atteint la 10e place dans le magazine Billboard et la 19e place aux Top Independent Records. Avant la formation du groupe, le chanteur Scott Vogel était déjà assez populaire dans la scène, chantant depuis le milieu des années 1990. Le batteur Nick Jett et l'ancien guitariste Todd Jones de la célèbre bande Carry On. Carl Schwartz a quitté le groupe. Vogel est largement connu pour son effort de garder le son punk hardcore et metalcore « pur » et « drôle ».
Live by the Code, à l'origine annoncé pour 2012, est repoussé pour avril 2013, publié par Victory Records en CD et Reaper Records en vinyle. Grâce à l'album, le groupe atteint la 121e place du Billboard 200 avec 3 177 exemplaires la première semaine. Il est aussi premier des Heatseekers et 28e des Independent Albums. Un total de six vidéo de Live by the Code sont publiés : Live by the Code, The Most High (diffusé sur Loudwire), I'm Only Stronger, Hard Lessons, Shot of Reality (diffusé sur l'Alternative Press), et Cold Truth,,,,,.
Le 3 janvier 2015, Terror sont en studio pour enregistrer leur sixième album, The 25th Hour, annoncé chez Victory Records,. Les précommandes du The 25th Hour sont annoncées le 30 juin 2015, accompagné d'un stream du single The Solution publié en exclusivité sur Noisey,.
Le groupe effectue un retour aux sources pour leur 8e album, "Trapped in a World" en retrouvant Todd Jones, guitariste originel et actuel frontman de Nails pour réenregistrer une collection de titres issus de leur 2 premiers albums, leur donnant un côté plus moderne et puissant car enregistré dans les conditions du live.

## Membres

### Membres actuels
- Scott Vogel - chant (depuis 2002)
- Nick Jett - batterie (depuis 2002)
- Martin Stewart - guitare (depuis 2006)
- Jordan Posner - guitare (depuis 2009)
- Chris Linkovich – basse (depuis 2017)

### Anciens membres
- Matt Smith – basse (2002)
- Eric Pressman - guitare (2002)
- Todd Jones – guitare (2002–2004)
- Doug Weber – guitare (2002–2009)
- Richard Thurston – basse (2002–2003)
- Carl Schwartz – basse (2003–2005)
- Frank Novinec – guitare (2004–2006)
- Jonathan Buske – basse (2005–2008)
- David Wood – basse (2009–2017)

## Discographie
- 2002 : 4 Song Demo (D.I.Y., démo)
- 2002 : Don't Need Your Help (Take Over Records / Old Guard Records) (démo)
- 2003 : Live and Death (Bridge 9 Records)
- 2003 : Lowest of the Low (Bridge 9 Records/Reflections Records) (EP)
- 2004 : Three Way Split (Organized Crime Records) (split avec The Promise et Plan of Attack)
- 2004 : Dead Man's Hand Vol. 2 (Deathwish Inc.) (split avec Ringworm)
- 2004 : One with the Underdogs (Trustkill Records / Bridge 9 Records / Dead Serious Records)
- 2005 : Life and Death - The Demo (Reaper Records)
- 2005 : Lowest of the Low (Trustkill Records)
- 2006 : The Living Proof (Trustkill Records) (DVD)
- 2006 : Always the Hard Way (Trustkill Records / Lockin´ Out / Reflections Records) (Billboard Top Heatseakers Chart #10, Billboard Top Independent Album Chart #19)
- 2007 : Rhythm Amongst the Chaos (Reaper Records / Reflections Records) (EP)
- 2008 : Covering 20 Years of Extreme (compilation) (Century Media Records)
- 2008 : The Damned, The Shamed
- 2010 : Keepers Of the Faith (Century Media Records, Reaper Records)
- 2013 : Live by the Code (Century Media Records, Reaper Records)
- 2015 : The 25th Hour (Victory Records, Reaper Records)
- 2018 : Total Retaliation (Pure Noise)
- 2021 : Trapped in a World (War Records)
- 2022 : Pain into Power (Pure Noise)